# Claviphantes bifurcatus
Claviphantes bifurcatus là một loài nhện trong họ Linyphiidae.
Loài này thuộc chi Claviphantes. Claviphantes bifurcatus được Andrei V. Tanasevitch miêu tả năm 1987.